# Buk (gmina)
Pour les articles homonymes, voir Buk.
Buk est une gmina mixte du powiat de Poznań, Grande-Pologne, dans le centre-ouest de la Pologne. Son siège est la ville de Buk, qui se situe environ 28 km à l'ouest de la capitale régionale Poznań.
La gmina couvre une superficie de 90,32 km2 pour une population de 11 917 habitants en 2006.

## Géographie

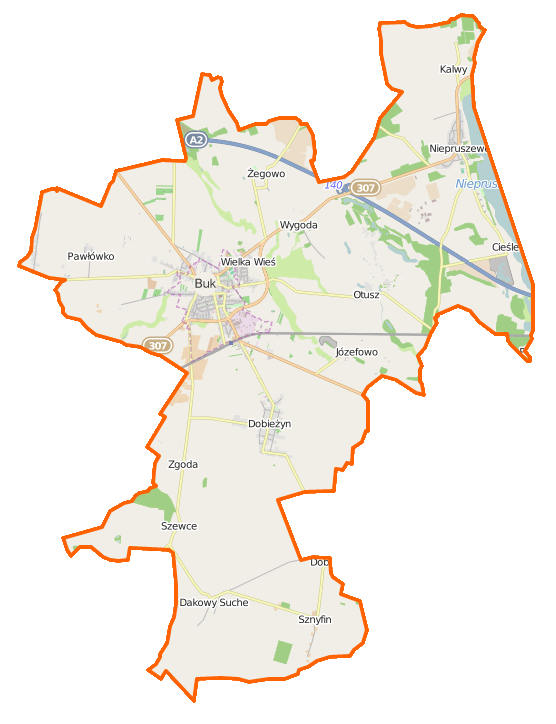
Plan de la gmina.

Outre la ville de Buk, la gmina inclut les villages de:
- Cieśle
- Dakowy Suche
- Dobieżyn
- Dobra
- Kalwy
- Niepruszewo
- Otusz
- Pawłówko
- Szewce
- Sznyfin
- Wielka Wieś
- Wiktorowo
- Wygoda
- Wysoczka
- Żegowo

### Gminy voisines
La gmina de Buk est bordée des gminy de :
- Dopiewo
- Duszniki
- Granowo
- Opalenica
- Stęszew
- Tarnowo Podgórne

## Structure du terrain
D'après les données de 2002, la superficie de la commune de Buk est de 90,32 km2, répartis comme tel :
- terres agricoles : 87 %
- forêts : 4 %

La commune représente 4,75 % de la superficie du powiat.

## Démographie
Données du 31 décembre 2009 :
| Description        | Total  | Total | Femmes | Femmes | Hommes | Hommes |
| ------------------ | ------ | ----- | ------ | ------ | ------ | ------ |
| Unité              | Nombre | %     | Nombre | %      | Nombre | %      |
| population         | 12 119 | 100   | 6248   | 51,6   | 5 871  | 48,4   |
| Densité (hab./km²) | 134    | 134   | 69,1   | 69,1   | 64,9   | 64,9   |